# TC Junior
El Turismo Carretera Junior, conocido también como TC Junior, es una categoría argentina de automovilismo. Fue presentada a finales del año 2024 y creada sobre la base de la exdivisional Top Race Junior de la categoría Top Race. Esta categoría se creó como consecuencia de la decisión del expiloto Darío Ponce (titular de la escudería SDE Competición y a su vez, responsable de la, en ese entonces, Top Race Junior), de desvincularse de la estructura interna de Top Race y afiliarse a la Asociación Corredores de Turismo Carretera.
Esta categoría fue presentada el 11 de diciembre de 2024, una vez finalizado el campeonato de Top Race de dicha temporada y en el transcurso del desarrollo del Gran Premio Coronación de TC Pick Up. Su fiscalización a partir de dicha determinación, pasó a depender de la Federación Regional Metropolitana de Automovilismo Deportivo, dependiente de ACTC.
Esta categoría es considerada como una división formativa, para pilotos provenientes del karting, de categorías de automovilismo zonales o bien de categorías de monoplazas, ofreciendo a sus participantes un vehículo de competición de bajo costo, para iniciar o bien retomar sus carreras deportivas. Su posicionamiento en el escalafón de ACTC es por debajo de la categoría TC Pista Mouras, constituyéndose como una nueva base formativa.

## Tecnología
En materia tecnológica, TC Junior conserva la filosofía con la cual fuera concebida en su momento la ex divisional Junior de Top Race, siendo sus coches fabricados a partir de chasis artesanales equipados con motores de 4 cilindros en línea y 2200 cm³, fabricados por Oreste Berta. Tales impulsores son capaces de generar 210 HP de potencia y están acoplados a una caja Sáenz de 5 velocidades semiautomática. El conjunto chasis motor, es revestido con un único diseño de carrocería, moldeado en fibra de vidrio, cuya identificación con marca y modelo, queda a criterio de los pilotos y dueños de equipo, plasmando las mismas en el frontal y trasera de cada unidad. Si bien, la atención en pista corre en forma tercerizada y por cuenta de diferentes equipos, la atención integral de los coches se desarrolla en los talleres generales del equipo SDE Competición, ubicados en el predio del Autódromo Internacional de Termas de Río Hondo, en la ciudad homónima.

## Campeones
| Año  | Piloto       | Marca/Modelo |
| ---- | ------------ | ------------ |
| 2025 | Bandera de ? |              |